# Mascagnia arenicola
Mascagnia arenicola är en tvåhjärtbladig växtart som beskrevs av C.E.Anderson. Mascagnia arenicola ingår i släktet Mascagnia och familjen Malpighiaceae. Inga underarter finns listade i Catalogue of Life.